# Pseudostenophylax latifalcatus
Pseudostenophylax latifalcatus är en nattsländeart som beskrevs av Schmid 1991. Pseudostenophylax latifalcatus ingår i släktet Pseudostenophylax och familjen husmasknattsländor. Inga underarter finns listade i Catalogue of Life.